# Rainer Ernst
Rainer Ernst est un footballeur allemand, international est-allemand né le 31 décembre 1961 à Neustrelitz.

## Biographie
Jusqu'à l'âge de 14 ans, il jouait au Dynamo Neutrelitz, sa ville d'origine. Il est ensuite transféré au Dynamo Berlin, où il s'affirma comme l'un des meilleurs footballeurs est-allemands de sa génération. Après la chute du Mur de Berlin en 1990, il signa à l'Ouest, au FC Kaiserslautern. Puis il tenta sa chance en France, aux Girondins de Bordeaux qu'il aida à faire remonter en Ligue 1. L'été suivant il est nommé meilleur joueur du Tournoi de Toulon avec les jeunes de l'Allemagne de l'Est. Il marqua notamment 3 penalties lors d'un même match, contre l'AS Saint-Seurin, le 11 avril 1992. Après des expériences de courte durée à l'AS Cannes, au FC Zurich puis au FSV Salmrohr (Ligue régionale allemande), il se retire du football professionnel en 1996.

## Carrière
- 1975-1990 : Dynamo Berlin  Allemagne de l'Est
- 1990-1991 : FC Kaiserslautern  Allemagne
- 1991-1992 : Girondins de Bordeaux  France
- 1992-1993 : AS Cannes  France
- 1993-1994 : FC Zurich  Suisse
- 1994-1996 : FSV Salmrohr  Allemagne

## Palmarès
- 10 fois champion de RDA de 1979 à 1988 (Dynamo Berlin)
- Champion d'Allemagne en 1991 (FC Kaiserslautern)
- Vainqueur de la Coupe de RDA en 1988 et 1989 (Dynamo Berlin)
- Champion de France de Ligue 2 en 1992 (Girondins de Bordeaux)
- Meilleur joueur du Tournoi de Toulon en 1982
- Vainqueur de la supercoupe de RDA en 1989 (Dynamo Berlin)
- Vice-champion de RDA en 1989 (Dynamo Berlin)
- Finaliste de la Coupe de RDA en 1982, 1984 et 1985 (Dynamo Berlin)
- Finaliste de la Supercoupe d'Allemagne en 1990 (FC Kaiserslautern)
- Meilleur buteur du championnat de RDA en 1984 (20 buts) et 1985 (24 buts)

- 56 sélections et 20 buts avec l'équipe de R.D.A. entre 1981 et 1990.